# ناصر ملک‌مطیعی
ناصر ملک مطیعی (۸ فروردین ۱۳۰۹ – ۴ خرداد ۱۳۹۷) بازیگر و کارگردان ایرانی پیش از انقلاب ۱۳۵۷ بود. او پس از انقلاب ادامهٔ کار هنریش، همچون همتایانش محمدعلی فردین و بهروز وثوقی، ممکن نشد و تنها در دو فیلم بازی کرد. ملک‌مطیعی پس از انقلاب و تا زمان مرگش در مشاغلی همچون شیرینی‌فروشی و مشاور املاک فعالیت داشت. غیر از فیلم‌های عامّه‌پسند ایرانی (اصطلاحاً «فیلمفارسی»)، ملک‌مطیعی در بعضی فیلم‌های فیلم‌سازان متفاوت‌تری چون علی حاتمی ، زکریا هاشمی ، مسعود کیمیایی ، رضا میرلوحی و هوشنگ کاووسی نیز بازی کرد.

## آغاز زندگی
ناصر ملک‌مطیعی دیپلم رشتهٔ تربیت بدنی دانشسرای عالی تهران را داشت و پیش از آنکه به سینما راه یابد، معلم ورزش دبستان‌های تهران بود. او پس از ورود به سینما و کسب محبوبیت، به فعالیت در تئاتر (از ۱۳۳۵) و دوبلهٔ فیلم (از ۱۳۳۸) نیز پرداخت.

## فعالیت هنری

### پیش از انقلاب
فعالیت وی در سینما با بازی در صحنه کوتاهی از فیلم واریته بهاری (پرویز خطیبی، ۱۳۲۸) آغاز شد. بازی ملک مطیعی در دومین فیلمش شکار خانگی (علی دریابیگی، ۱۳۳۰) در حد بیان یک جملهٔ کوتاه در صحنهٔ یک میهمانی بود. اما بازی ملک مطیعی در ولگرد (مهدی رئیس فیروز، ۱۳۳۱) او را به اوج محبوبیت رساند و برای بازی در آن نخستین دستمزد فعالیت حرفه‌ای خود را گرفت. با موفقیت ولگرد بلافاصله در فیلم‌های گرداب (حسن خردمند، ۱۳۳۲) ـ که نخستین فیلم رنگی سینمای ایران بود ـ و سپس در فیلم غفلت (علی کسمایی، ۱۳۳۲) بازی کرد. ملک مطیعی پس از بازی در غفلت، از «پارس فیلم» به «دیانا فیلم» رفت، تا در ازای بازی در دو فیلم در سال، ماهانه هزار تومان دستمزد دریافت کند، اما پس از ایفای نقش در چهارراه حوادث (ساموئل خاچیکیان، ۱۳۳۳) که متفاوت از سایر نقش‌های او بود، به خدمت نظام احضار شد. او پس از بازگشت از خدمت نظام، در فیلمهای اتهام (شاپور یاسمی) و هفده روز به اعدام (هوشنگ کاووسی) در سال ۱۳۳۵ بازی کرد. ملک‌مطیعی در فاصلهٔ سال‌های (۴۰–۱۳۳۶) در فیلم‌های: بازگشت به زندگی (عطاالله زاهد، ۱۳۳۶)، عروس فراری (اسماعیل کوشان، ۱۳۳۷)، طلسم شکسته (سیامک یاسمی، ۱۳۳۷)، دشمن زن (پرویز خطیبی، ۱۳۳۷)، دوقلوها (سیامک یاسمی، ۱۳۳۸)، اول هیکل (سیامک یاسمی، ۱۳۳۹)، عمو نوروز (سیامک یاسمی، ۱۳۴۰)، آرامش پیش از طوفان (خسرو پرویزی، ۱۳۴۰)، عسل تلخ (حسین مدنی، ۱۳۴۰)، سایه سرنوشت (اسماعیل کوشان، ۱۳۴۰) و آس و پاس (سیامک یاسمی، ۱۳۴۰) بازی کرد. پس از دههٔ ۴۰ شمسی، با حضور محمدعلی فردین به عنوان «جوان اول» فیلم‌ها، به تدریج از محبوبیت او کاسته شد.
ملک‌مطیعی از سال ۱۳۴۱ با پوشیدن لباس جاهل‌ها و کلاه مخملی‌ها، که پیش از او عباس مصدق و مجید محسنی به تن کرده بودند، در نقش‌هایی ظاهر شد. ملک مطیعی در فیلم‌های: کلاه مخملی (اسماعیل کوشان، ۱۳۴۱)، با معرفت‌ها (حسین مدنی، ۱۳۴۲)، مردها و جاده‌ها (ناصر ملک‌مطیعی، ۱۳۴۲)، ابرام در پاریس (اسماعیل کوشان، ۱۳۴۳)، سالار مردان (نظام فاطمی، ۱۳۴۷) و مردان روزگار (مازیار پرتو، ۱۳۴۸) با کت و شلوار مشکی، پیراهن سفید و کفش چرمی نوک تیز، کلاه مخملی و دستمال ابریشم یزدی و تسبیح شاه مقصود، اگرچه مصداق زنده‌ای از نمونه اجتماعی سنخ «جاهل» نبود، اما مجموعهٔ اجرای نقش، به‌ویژه حرکات دست‌ها و بالا انداختن ابرو، تکیه کلام‌ها و نقل‌هایش، عامهٔ بینندگان را مجذوب خود کرد.
ملک مطیعی تا پیش از قیصر (مسعود کیمیایی، ۱۳۴۸) و ایفای نقش «داش فرمون» با کلاه مخملی، در نقش‌های دیگری همچون مرد روستایی (عروس دهکده)، افسر نیروی دریایی (پاسداران دریا)، شاه عباس کبیر (حسین کرد)، رئیس دزدها (هاشم خان)، پزشک (فرار از حقیقت) و مانند این‌ها نیز ظاهر می‌شد؛ اما پس از موفقیت فیلم قیصر ـ که نقش کوتاهی هم در آن داشت ـ یکسر به ایفای نقش‌های کلاه مخملی دعوت شد. علی بی‌غم (عباس کسایی، ۱۳۴۹)، رقاصه شهر (شاپور قریب، ۱۳۴۹)، طوقی (علی حاتمی، ۱۳۴۹)، مرید حق (نظام فاطمی، ۱۳۴۹)، سه قاپ (زکریا هاشمی، ۱۳۵۰) و کاکو (شاپور قریب، ۱۳۵۰) شماری از این فیلم‌ها است. مرد، غلام ژاندارم، نقره داغ، ابرمرد، قلندر، آقا مهدی وارد می‌شود، دشمن، صلات ظهر از جمله آثار تحسین‌برانگیز وی محسوب می‌شود.
ملک مطیعی اگرچه در فیلم‌های بعدی‌اش کوشید تا از کاراکتر جاهلی فاصله بگیرد، اما تلاش او همواره توأم با توفیق نبود. او در فیلم بت (به کارگردانی ایرج قادری، ۱۳۵۵) در نقش یک استوار ژاندارمری ظاهر شد.
کارگردان فیلم (ایرج قادری) نقل کرده است:
«مشکل می‌شود با بازیگری جا افتاده طرف شد. من سعی می‌کردم حرکت ابرو را از ملک مطیعی بگیرم، می‌دیدم این بار غبغب می‌گیرد. مواظب غبغبش بودم، دستش حرکت اضافی می‌کرد. خب تا چه اندازه می‌توان مواظب بود؟ این است که در بت، ناصر همانی است که بوده.»

## پس از انقلاب

احضار هنرمندان نامدار سینما ایران به دادگاه انقلاب در سال ۱۳۵۸

ملک مطیعی، دوران پس از انقلاب را دوران سختی توصیف کرده‌است؛ زیرا دچار انزوا و تنهایی و از طرفی، عشق و علاقه مفرطی که به فیلم و سینما داشت، قابل تحقق نبود و امکان کار هنری برای وی مهیا نبود. پس از مدتی، به دعوت عوامل تولید برزخی‌ها، نقش مثبت و کوتاهی را بازی می‌کند. با این وجود، نام وی در زمان تیتراژ پایانی فیلم به نمایش درنیامد و روزنامه‌ها نیز خبری در خصوص حضور مجدد وی، منتشر نکردند که این موضوع، موجب دلسردی مفرط وی شد. وی شرح آن روزگار خود را اینگونه توصیف می‌کند:
«کسی از دوستان من هم نمانده بود. بهروز که به خارج رفت، فردین هم مدتی تقلا کرد تا بتواند کار کند، ایرج قادری هم خواست که کار کند و کار کرد؛ ولی من از کسی تقاضای کار نکردم و خودم را کنار کشیدم.»
ناصر ملک‌مطیعی پس از ۳۵ سال دوری از سینمای ایران، بالاخره در سال ۱۳۹۲ در فیلم نقش نگار ساخته علی عطشانی به ایفای نقش پرداخت.

## درگذشت

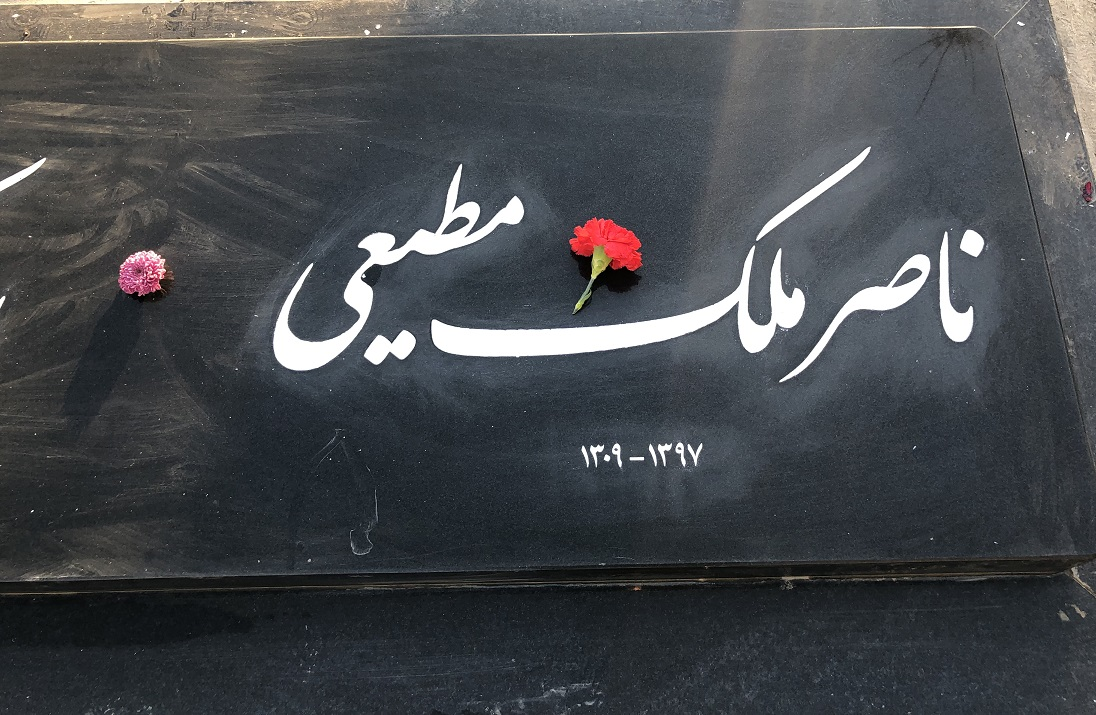
مزار ملک مطیعی در قطعه هنرمندان بهشت زهرا

ناصر ملک‌مطیعی در ۳۱ اردیبهشت ۱۳۹۷ به دلیل مشکلات تنفسی و کلیوی در بیمارستان آتیه تهران بستری شد و چند روز بعد در ۴ خرداد ۱۳۹۷ در ۸۸ سالگی درگذشت. پیکر او روز بعد با حضور جمع کثیری از اهالی سینما و مردم از مقابل خانهٔ سینمای ایران تشییع و در قطعه هنرمندانِ بهشت زهرا در کنار آرامگاه محمدعلی فردین دفن شد.

## کارنامهٔ بازیگری
| نام فیلم                 | سال انتشار | کارگردان        | نویسنده    |
| ------------------------ | ---------- | --------------- | ---------- |
| واریته بهاری             | ۱۳۲۸       | پرویز خطیبی     |            |
| شکار خانگی               | ۱۳۳۰       | علی دریابیگی    |            |
| ولگرد                    | ۱۳۳۱       | مهدی رئیس‌فیروز  |            |
| گرداب                    | ۱۳۳۲       | حسن خردمند      |            |
| افسونگر                  | ۱۳۳۲       | اسماعیل کوشان   |            |
| غفلت                     | ۱۳۳۲       | علی کسمایی      |            |
| چهارراه حوادث            | ۱۳۳۳       | ساموئل خاچیکیان |            |
| اتهام                    | ۱۳۳۵       | شاپور یاسمی     |            |
| هفده روز به اعدام        | ۱۳۳۵       | هوشنگ کاووسی    |            |
| بازگشت به زندگی          | ۱۳۳۶       | عطاءالله زاهد   |            |
| عروس فراری               | ۱۳۳۷       | اسماعیل کوشان   |            |
| طلسم شکسته               | ۱۳۳۷       | سیامک یاسمی     |            |
| دشمن زن                  | ۱۳۳۷       | پرویز خطیبی     |            |
| دوقلوها                  | ۱۳۳۸       | شاپور یاسمی     |            |
| ستارگان می‌درخشند         | ۱۳۳۹       | محمدعلی زرندی   |            |
| اول هیکل                 | ۱۳۳۹       | سیامک یاسمی     |            |
| آرامش پیش از طوفان       | ۱۳۳۹       | خسرو پرویزی     |            |
| عمو نوروز                | ۱۳۴۰       | سیامک یاسمی     |            |
| عسل تلخ                  | ۱۳۴۰       | حسین مدنی       |            |
| سایه سرنوشت              | ۱۳۴۰       | اسماعیل کوشان   |            |
| آس و پاس                 | ۱۳۴۰       | سیامک یاسمی     |            |
| کلاه مخملی               | ۱۳۴۱       | اسماعیل کوشان   |            |
| عروس دهکده               | ۱۳۴۱       | Yes             |            |
| سوداگران مرگ             | ۱۳۴۱       | Yes             |            |
| بامعرفت‌ها                | ۱۳۴۲       | حسین مدنی       |            |
| آراس خان                 | ۱۳۴۲       | Yes             |            |
| مردها و جاده‌ها           | ۱۳۴۲       | Yes             | Yes        |
| لذت گناه                 | ۱۳۴۳       | سیامک یاسمی     |            |
| ابرام در پاریس           | ۱۳۴۳       | اسماعیل کوشان   |            |
| یک پارچه آقا             | ۱۳۴۴       | Yes             | Yes        |
| پاسداران دریا            | ۱۳۴۴       | رضا صفایی       |            |
| هاشم‌خان                  | ۱۳۴۵       | محمد زرین‌دست    |            |
| میلیونر فراری            | ۱۳۴۵       | Yes             | Yes        |
| قهرمان دهکده             | ۱۳۴۵       | ابراهیم باقری   |            |
| قفس طلایی                | ۱۳۴۵       | رضا صفایی       |            |
| فرار از حقیقت            | ۱۳۴۵       | Yes             |            |
| حسین کرد                 | ۱۳۴۵       | اسماعیل کوشان   |            |
| گذشت بزرگ                | ۱۳۴۶       | Yes             |            |
| طوفان نوح                | ۱۳۴۶       | سیامک یاسمی     |            |
| جاده زرین سمرقند         | ۱۳۴۶       | Yes             | Yes        |
| سالار مردان              | ۱۳۴۷       | نظام فاطمی      |            |
| مردان روزگار             | ۱۳۴۸       | مازیار پرتو     |            |
| گرفتار                   | ۱۳۴۸       | محمود کوشان     |            |
| قیصر                     | ۱۳۴۸       | مسعود کیمیایی   |            |
| قصه دل‌ها                 | ۱۳۴۸       | حمید مجتهدی     |            |
| قصر زرین                 | ۱۳۴۸       | محمدعلی فردین   | سعید مطلبی |
| جیب‌بر خوشگله             | ۱۳۴۸       | توکرانیان اوغلو |            |
| مرید حق                  | ۱۳۴۹       | نظام فاطمی      |            |
| علی بی‌غم                 | ۱۳۴۹       | عباس کسایی      |            |
| طوقی                     | ۱۳۴۹       | علی حاتمی       |            |
| سوگولی                   | ۱۳۴۹       | فریدون ژورک     |            |
| سکه شانس                 | ۱۳۴۹       | ایرج قادری      | سعید مطلبی |
| رقاصه شهر                | ۱۳۴۹       | شاپور قریب      |            |
| نقره‌داغ                  | ۱۳۵۰       | ایرج قادری      |            |
| لوطی                     | ۱۳۵۰       | خسرو پرویزی     |            |
| کلبه‌ای آن‌سوی رودخانه     | ۱۳۵۰       | احمد شیرازی     |            |
| سه‌قاپ                    | ۱۳۵۰       | زکریا هاشمی     |            |
| کاکو                     | ۱۳۵۰       | شاپور قریب      |            |
| قصاص                     | ۱۳۵۰       | نظام فاطمی      |            |
| غلام ژاندارم             | ۱۳۵۰       | امان منطقی      |            |
| پهلوان مفرد              | ۱۳۵۰       | امان منطقی      |            |
| پل                       | ۱۳۵۰       | خسرو پرویزی     |            |
| باباشمل                  | ۱۳۵۰       | علی حاتمی       |            |
| مهدی مشکی و شلوارک داغ   | ۱۳۵۱       | نظام فاطمی      |            |
| عاصی                     | ۱۳۵۱       | سعید مطلبی      |            |
| مرد                      | ۱۳۵۱       | فریدون ژورک     |            |
| قلندر                    | ۱۳۵۱       | علی حاتمی       |            |
| سرگروهبان                | ۱۳۵۱       | سعید مطلبی      |            |
| خاطرخواه                 | ۱۳۵۱       | امیر شروان      |            |
| مردان خلیج               | ۱۳۵۱       | نظام فاطمی      |            |
| عروس استانبول            | ۱۳۵۱       | عثمان سلان      |            |
| ناخدا                    | ۱۳۵۲       | امیر شروان      |            |
| شیخ صالح                 | ۱۳۵۲       | امان منطقی      |            |
| شورش                     | ۱۳۵۲       | رضا میرلوحی     |            |
| سراب                     | ۱۳۵۲       | فریدون ژورک     |            |
| دشمن                     | ۱۳۵۲       | خسرو پرویزی     |            |
| صلات ظهر                 | ۱۳۵۳       | سعید مطلبی      |            |
| ترکمن                    | ۱۳۵۳       | امیر شروان      |            |
| اوستا کریم نوکرتیم       | ۱۳۵۳       | محمود کوشان     |            |
| ابرمرد                   | ۱۳۵۳       | داوود اسماعیلی  |            |
| آقا مهدی وارد می‌شود      | ۱۳۵۳       | فریدون ژورک     |            |
| سپس هیچ‌کدام باقی نماندند | ۱۳۵۳       | پیتر کالینسن    |            |
| همت                      | ۱۳۵۴       | خسرو پرویزی     |            |
| عبور از مرز زندگی        | ۱۳۵۴       | رضا صفایی       |            |
| پاشنه طلا                | ۱۳۵۴       | نظام فاطمی      |            |
| اخم نکن سرکار            | ۱۳۵۴       | امیر شروان      |            |
| مهمان                    | ۱۳۵۵       | کامران قدکچیان  |            |
| کلک نزن خوشگله           | ۱۳۵۵       | سعید مطلبی      |            |
| شادی‌های زندگی            | ۱۳۵۵       | محمود کوشان     |            |
| سینه‌چاک                  | ۱۳۵۵       | ایرج قادری      |            |
| چلچراغ                   | ۱۳۵۵       | خسرو پرویزی     |            |
| بت                       | ۱۳۵۵       | ایرج قادری      |            |
| بابا گلی به جمالت        | ۱۳۵۵       | امیر شروان      |            |
| آتش جنوب                 | ۱۳۵۵       | آلن برونت       |            |
| سرباز                    | ۱۳۵۶       | رضا فاضلی       |            |
| سد                       | ۱۳۵۶       | ارهان آکسوی     |            |
| تپه ۳۰۳                  | ۱۳۵۷       | امان منطقی      |            |
| دو مرد خشن               | ۱۳۵۷       | حاتم گرجی       |            |
| تا آخرین نفس             | ۱۳۵۷       | کامران قدکچیان  |            |
| برزخی‌ها                  | ۱۳۶۱       | ایرج قادری      | سعید مطلبی |
| نقش نگار                 | ۱۳۹۲       | علی عطشانی      |            |
| ابر مرد سینما            | ۱۳۹۴       | نادر طریقت      |            |

### مجموعهٔ تلویزیونی
| عنوان          | کارگردان  | سال  |
| -------------- | --------- | ---- |
| سلطان صاحبقران | علی حاتمی | ۱۳۵۴ |

## جوایز
- برنده جایزه مجسمه سپاس بهترین بازیگر نقش اول مرد در چهارمین دوره در سال ۱۳۵۰ برای بازی در فیلم سه قاپ.
- برنده جایزه مجسمه سپاس بهترین بازیگر نقش اول مرد در سومین دوره در سال ۱۳۴۹ برای بازی در فیلم رقاصه شهر.

## نگارخانه

ناصر ملک‌مطیعی در جوانی
سال ۱۳۳۴
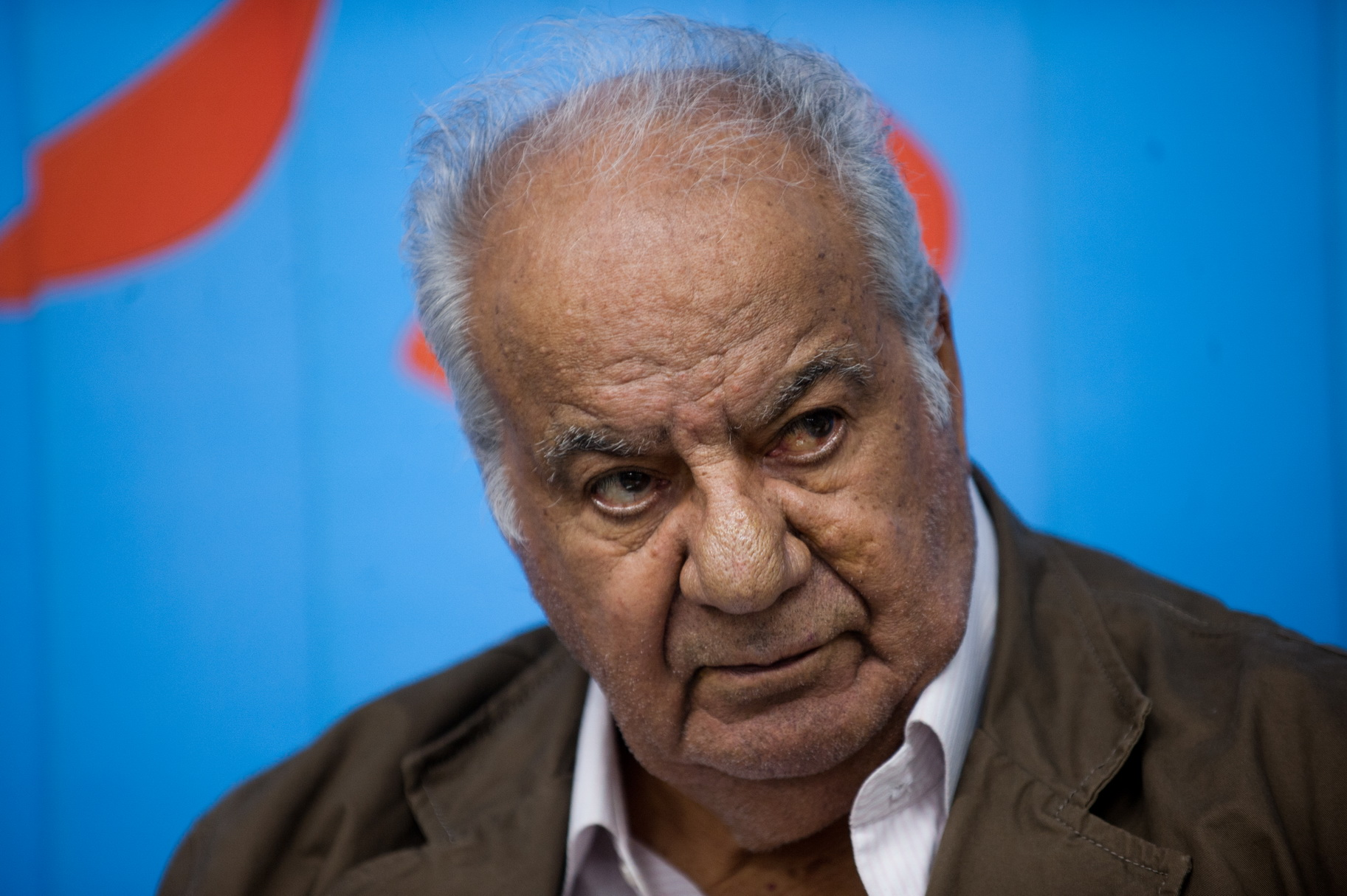
در کهن‌سالی